# Heleophryne hewitti
Heleophryne hewitti är en groddjursart som beskrevs av Richard Charlton Boycott 1988. Heleophryne hewitti ingår i släktet Heleophryne och familjen Heleophrynidae. IUCN kategoriserar arten globalt som starkt hotad. Inga underarter finns listade i Catalogue of Life.